# Nature Valley Open 2019
Il Nature Valley Open 2019 è stato un evento di tennis che si è giocato sui campi in erba. È stata la 9ª edizione del femminile facente parte della categoria WTA International per il WTA Tour 2019, e la 24ª edizione del maschile per la categoria ATP Challenger Tour. L'evento si è tenuto al Nottingham Tennis Centre di Nottingham, in Gran Bretagna, dal 10 al 16 giugno 2019.

## Partecipanti WTA

### Teste di serie
| Paese      | Giocatrice          | Ranking* | Testa di serie |
| ---------- | ------------------- | -------- | -------------- |
| Francia    | Caroline Garcia     | 22       | 1              |
| Croazia    | Donna Vekić         | 24       | 2              |
| Kazakistan | Julija Putinceva    | 28       | 3              |
| Grecia     | Maria Sakkarī       | 30       | 4              |
| Ucraina    | Dajana Jastrems'ka  | 32       | 5              |
| Australia  | Ajla Tomljanović    | 47       | 6              |
| Cina       | Zhang Shuai         | 50       | 7              |
| Francia    | Kristina Mladenovic | 53       | 8              |
| Germania   | Tatjana Maria       | 57       | 9              |
| Russia     | Evgenija Rodina     | 70       | 10             |

* Ranking al 27 maggio 2019.

### Altre partecipanti
Le seguenti giocatrici hanno ricevuto una wildcard per il tabellone principale:
- Naiktha Bains
- Maia Lumsden
- Katie Swan

La seguente giocatrice è entrata in tabellone tramite il ranking protetto:
- Shelby Rogers

Le seguenti giocatrici sono passate tramite le qualificazioni:

- Magdalena Fręch
- Danielle Lao
- Tara Moore
- Ellen Perez
- Elena-Gabriela Ruse
- Liudmila Samsonova

La seguente giocatrice è entrata in tabellone tramite il lucky loser:
- Chloé Paquet
- Ankita Raina

### Ritiri
Prima del torneo
- Ashleigh Barty → sostituita da  Dalila Jakupovič
- Katie Boulter → sostituita da  Astra Sharma
- Mihaela Buzărnescu → sostituita da  Sara Sorribes Tormo
- Vitalija D'jačenko → sostituita da  Bernarda Pera
- Dar'ja Gavrilova → sostituita da  Jennifer Brady
- Camila Giorgi → sostituita da  Monica Niculescu
- Johanna Konta → sostituita da  Heather Watson
- Anastasija Potapova → sostituita da  Ivana Jorović
- Julija Putinceva → sostituita da  Chloé Paquet
- Barbora Strýcová → sostituita da  Harriet Dart
- Markéta Vondroušová → sostituita da  Shelby Rogers
- Dajana Jastrems'ka → sostituita da  Ankita Raina

Durante il torneo
- Magdaléna Rybáriková

## Campioni

### Singolare maschile
Daniel Evans ha sconfitto in finale  Evgenij Donskoj con il punteggio di 7–6(3), 6–3.

### Singolare femminile
Caroline Garcia ha sconfitto in finale  Donna Vekić con il punteggio di 2-6, 7–6(4), 7–6(4).
- È il settimo titolo in carriera per Garcia, primo della stagione.

### Doppio maschile
Santiago González /  Aisam-ul-Haq Qureshi hanno sconfitto in finale  Gong Maoxin /  Zhang Ze con il punteggio di 4–6, 7–6(5), [10–5].

### Doppio femminile
Desirae Krawczyk /  Giuliana Olmos hanno sconfitto in finale  Ellen Perez /  Arina Rodionova con il punteggio di 7–6(5), 7-5.